# DVTK Jegesmedvék
Der Diósgyőri VTK Jegesmedvék (Diósgyőr-Vasgyári Testgyakorlók Köre – Jegesmedvék - deutsch Kreis zur Leibesertüchtigung der Eisenarbeiter von Diósgyőr – Eisbären) ist ein ungarischer Eishockeyverein aus Miskolc, der seit 2021 erneut in der Erste Liga spielt. 2015 gewann er das Triple aus MOL Liga, ungarischer Meisterschaft und Pokalsieg.

## Geschichte
Die Geschichte des Eishockeys in Miskolc begann im Jahr 1978 mit dem Bau der ersten Kunsteisbahn. Der Mediziner Georg Lukacs, der während seines Studiums an der Budapester Hochschule für Leibeserziehung Eishockey spielte und Eishockeytrainer wurde, organisierte 1978 den ersten Eishockeyverein in Miskolc. Der Ungarische Eishockeyverband stufte diesen in die 2. Klasse der neu gegründeten nationalen Eishockeymeisterschaft ein.
In der Saison 1984/85 gewannen die Miskolci Kinisci die 2. Liga und stieg mit weiteren Mannschaften in die höchste Ungarische Eishockeyliga auf. In den folgenden Jahren schaffte es die Mannschaft aus Miskolc stets die Klasse zu halten, kam aber über den vierten Platz nie hinaus.
In der Saison 1989/90 gab es wie in der ganzen ungarischen Gesellschaft auch im Eishockey einen radikalen Umbruch. Der Verein hatte finanzielle Probleme, die Einstellung des Betriebes der Eishockeyabteilung für die nächste Saison war angekündigt. Besonders durch das Engagement vieler Eltern der Jugendabteilungen wurde am 12. Oktober 1990 ein neuer Verein, der Miskolci Hoki Club (MHC) gegründet, um den Eishockeysport in Miskolc fortzuführen. Der größte Erfolg des Eishockeyteams aus Miskolc war die Teilnahme am ungarischen Pokal-Finale 1993, das der MHC gegen die Mannschaft Jászberényi Lehel HC verlor. Nach Problemen mit Spielern und dem ungarischen Verband endete 1994 die zweite Phase des Eishockeys in Miskolc. Der MHC besteht weiter als Stiftung zur Unterstützung der Junioren- und Seniorenmannschaft.
Am 16. März 1994 wurde erneut durch Unterstützer des Eishockeynachwuchses in Miskolc der neue Verein Miskolci Jegesmedvék Jégkorong Sportegyesület (deutsch Eishockeysportverein Eisbären Miskolc) gegründet, die vor allem von ehrenamtlichem Engagement der Vereinsführung, der Trainer, Techniker und der anderer Mitglieder lebt. Es war erneut das Ziel, aus dem eigenen Nachwuchs eine Herren-Mannschaft aufzustellen. Im Jahre 1996 trat wieder eine Mannschaft aus Miskolc in der 2. Division (damals 3. Spielklasse) der ungarischen Meisterschaft an. Nach einem dritten Platz in der ersten Saison wurde 1997/98 die Liga gewonnen und der Aufstieg in die 1. Division errungen. Im Folgejahr erreichte das Team den dritten Tabellenrang. Nach einer Ligenreform der 1. Liga stieg Miskolce in die höchste ungarische Liga auf. Da es in der Saison 1999/2000 keinen Absteiger gab, blieb die Miskolci JJSE trotz nur vier Siegen aus 24 Spielen erstklassig.
In der Saison 1997/98 trat in jeder der Altersklassen eine Mannschaft aus Miskolc in der ungarischen Meisterschaft an und Nachwuchsspieler finden sich auch in den Nationalmannschaften. Folgerichtig wurde der ungarische Junioren-Meistertitel des Jahres 1997/98 erreicht. Im Jahre 2000 wurde die Eisfläche saniert und im Jahr 2006 überdacht.
In den Folgejahren spielte Miskolc stets in der ersten Liga, wenngleich die Spielzeiten immer auf den hinteren Plätzen beendet wurden. Erst 2011/12 konnte die beste Platzierung des Vereins, die Finalteilnahme, erreicht werden.
Im Jahr 2015 konnte der Verein mit dem Gewinn der ungarisch-rumänischen MOL Liga seinen bislang größten Erfolg feiern. Gleichbedeutend mit diesem Triumph war der erstmalige Gewinn der ungarischen Meisterschaft.
Nach diesem Erfolg änderte sich die Eigentümerschaft des Klubs: 51 % verblieben beim Stammverein, 24,5 % erhielt der lokale Fußballverein Diósgyőri VTK (über dessen Mehrheitseigner Borsodport Invest Kft.) sowie 24,5 % die Miskolc Holding Zrt. Im Zuge dessen änderte sich der Name des Klubs in Anlehnung an den Fußballverein in DVTK Jegesmedvék.
In den folgenden Jahren 2016 und 2017 gewannen die Eisbären jeweils erneut die MOL Liga und die ungarische Meisterschaft.
Zur Saison 2018/19 wechselte der Verein in die slowakische Extraliga. 2021 kehrte der Klub in die Erste Liga (ehemals MOL Liga) zurück.

## Stadion
Die Heimspiele des Clubs werden in der Eishalle in Miskolc ausgetragen. Die Eishalle hat 1304 Sitzplätze und rund 1.000 Stehplätze.